# Kostel svatého Jozefa (Jistebná)
Kostel svatého Jozefa (polsky: Kościół św. Józefa) je historický římskokatolický dřevěný filiální kostel v obci Jistebná, gmina Jistebná, okres Těšín, Slezské vojvodství, Polsko. Kostel stojí uprostřed osady Mlaskawka. Je filiálním kostelem farnosti Panny Marie z Fátimy v Stecówce děkanát Jistebná diecéze bílsko-żywiecká.
Dřevěný kostel je součástí Stezky dřevěné architektury v Slezském vojvodství.

## Historie
Původně postavena v Javořince v osadě Třicatek na místě kapličky Panny Marie z Fátimy z roku 1866. V roce 1947 byl postaven nový dřevěný kostel, jako poděkování obyvateli za přežití druhé světové války. V letech 1996–1997 byl přenesen do osady Mlaskawka v Jistebné.

## Architektura
Kostel je jednolodní dřevěná roubená stavba zakončena polygonálním kněžištěm. Vstup je v průčelí krytý pultovou střechou. Střecha je sedlová krytá plechem, původně byla krytá šindelem. Věž je vsazena nad průčelím lodi je zakončena jehlanovou střechou s plechovou krytinou.

## Interiér
Interiér je prostý. V hlavním oltáři se nachází dřevěný kříž, který vytvořil Józef Bock z Mlaskawky. Dřevorytiny křížové cesty a tabernákulum v podobě kapličky vytvořil Jan Krężelok z Koniakowa.

## Okolí
V Jistebné se nacházejí další sakrální stavby. V osadě Kubalonka je kostel svatého Kříže z roku 1779, v osadě Stecówka je kostel Panny Marie z Fátimy z let 1857–1859 a v osadě Andziołówce votivní kaple rodiny Konarzewských z roku 1922.